# Constitutio Criminalis Theresiana

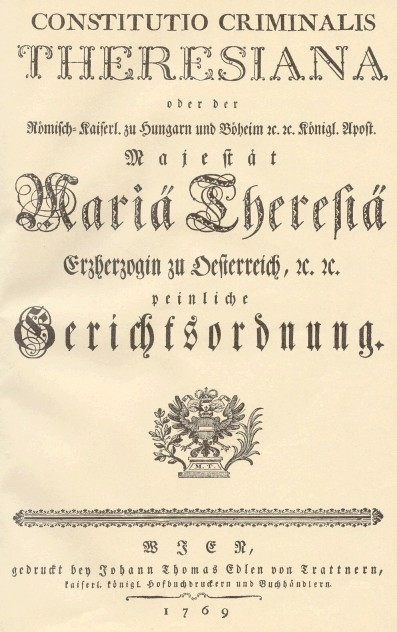
Framsida.

Constitutio Criminalis Theresiana utfärdades den 31 december 1768. Den utfärdades på Maria Teresias tid, därav namnet, och reglerade straffrätten i Österrike.